# Британско-угандийские отношения
Британско-угандийские отношения — двусторонние дипломатические отношения между Великобританией и Угандой.
Великобритания и Уганда сотрудничают в рамках международных организаций, таких как ООН и Содружество наций.
В Лондоне находится Верховная комиссия Уганды, а в Кампале находится верховная комиссия Великобритании.

## История
Период колониализма (конец XIX века — 1962 год)
В конце XIX века, в период «гонки за Африку», Великобритания установила контроль над территорией современной Уганды. В 1894 году Уганда стала британским протекторатом. Британцы управляли Угандой через систему косвенного правления, используя местных вождей и королей для поддержания порядка и сбора налогов. Они внесли изменения в землепользование, экономику и систему образования. Британцы развивали в Уганде выращивание товарных культур, таких как хлопок и кофе, которые стали важными источниками дохода. Была построена железная дорога, связывающая Уганду с побережьем. Были основаны школы и больницы, но образование и здравоохранение часто были доступны только для избранных.
Распространение христианства также оказало влияние на угандийское общество.
Со временем росло недовольство колониальным правлением, и угандийцы начали требовать независимости.
Период независимости (с 1962 года)
В 1962 году Уганда обрела независимость от Великобритании. Первым главой правительства стал Милтон Оботе. Несмотря на обретение независимости, между Угандой и Великобританией сохранились тесные связи в различных сферах, включая торговлю, образование и оборону. В 1971 году к власти пришёл Иди Амин, установивший жестокий диктаторский режим. Великобритания осудила его действия и приостановила оказание помощи.
В 1972 году около 27 000 угандийских азиатов получили разрешение на переезд в Великобританию через Совет по переселению в Уганде после того, как были высланы из страны Иди Амином.
После свержения режима Амина в 1979 году экономические отношения между странами постепенно восстановились.

## Современность
Ключевые аспекты современных отношений
- Великобритания является одним из крупнейших инвесторов в Уганду и важным торговым партнёром. Британские компании активно работают в различных секторах угандийской экономики, включая энергетику, финансы, сельское хозяйство и туризм. Великобритания также предоставляет Уганде торговые преференции в рамках программы поддержки развивающихся стран.
- Великобритания продолжает оказывать значительную поддержку Уганде в её развитии. Эта помощь направлена на поддержку программ в области здравоохранения, образования, сельского хозяйства, управления и борьбы с бедностью. Великобритания также поддерживает усилия Уганды по борьбе с изменением климата.
- Великобритания и Уганда сотрудничают в борьбе с терроризмом и другими угрозами безопасности. Великобритания помогает Уганде в подготовке военных кадров и укреплении оборонного потенциала.
- Между Великобританией и Угандой существуют прочные культурные связи. Многие угандийские студенты учатся в британских университетах, и между странами активно развивается культурный и художественный обмен.
- Великобритания активно продвигает вопросы прав человека и демократии в Уганде. Правительство Великобритании выражает обеспокоенность по поводу нарушений прав человека, ограничения свободы слова и преследования оппозиции.
- Великобритания и Уганда сотрудничают в рамках международных организаций, таких как ООН и Содружество наций. Они работают вместе над решением глобальных проблем, таких как изменение климата, бедность и терроризм.
- По оценкам Управления национальной статистики, в 2014 году в Великобритании проживало 51 000 человек, родившихся в Уганде. Около 3000 граждан Великобритании живут и работают в Уганде.
- В 2022 году Великобритания выделила Уганде 2,5 млрд фунтов на индустриализацию.

Проблемы в отношениях
- В отношениях между Великобританией и Угандой одной из ключевых проблем является ситуация с правами человека в Уганде. Великобритания регулярно выражает озабоченность по поводу нарушений прав человека в этой стране, включая жестокость полиции, ограничение свободы слова и преследование оппозиции.
- В Уганде коррупция представляет собой серьёзную проблему, и Великобритания требует от правительства Уганды принять меры по борьбе с коррупцией и повышению прозрачности.
- В последнее время отношения между Великобританией и Угандой осложнились из-за принятия в Уганде закона о борьбе с гомосексуализмом, который вызвал резкую критику со стороны Великобритании и других западных стран. Великобритания ввела санкции против угандийских чиновников, причастных к нарушениям прав человека.

## Визиты
Британские визиты в Уганду
- Вилли Бах[1] в августе 2005 года.
- Хилари Бенн в апреле 2005 года и в мае 2006 года.
- Королева Елизавета II в ноябре 2007 года.
- Принц Филипп в ноябре 2007 года.
- Карл III в ноябре 2007 года.
- Герцогиня Корнуоллская в ноябре 2007 года.
- Гордон Браун в ноябре 2007 года.
- Дэвид Милибэнд в ноябре 2007 года.
- Айвен Льюис в феврале 2009 года.
- Борис Джонсон в марте 2017 года.
- Викки Форд в январе 2022 года.

Угандийские визиты в Великобританию
- Йовери Мусевени в марте 2008 года и в марте 2009 года.
- Сэм Кутеса в сентябре 2007 года, в марте 2008 года, в марте 2009 года и в апреле 2018 года.
- Амама Мбабази в сентябрь 2008 года.